# Live at the O2 Arena + Rarities
Live at the O2 Arena + Rarities è il terzo album dal vivo del gruppo musicale statunitense Alter Bridge, pubblicato l'8 settembre 2017 dalla Napalm Records.

## Descrizione
Contiene la registrazione integrale del concerto tenuto dal gruppo all'O2 Arena di Londra durante il loro tour in supporto al quinto album in studio The Last Hero, con l'aggiunta di due bonus track registrate dal vivo il 23 novembre presso la Manchester Arena, ovvero Poison in Your Veins e My Champion. Il terzo CD contiene invece una raccolta di inediti e bonus track originariamente pubblicate nelle edizioni giapponesi dei precedenti album in studio degli Alter Bridge.
L'uscita dell'album è stata anticipata dalle versioni dal vivo di The Other Side, Metalingus e Blackbird, rispettivamente pubblicate per il download digitale il 28 luglio, il 18 agosto e il 1º settembre 2017.

## Tracce
Testi e musiche degli Alter Bridge.
CD 1 – Live at the O2 Arena
1. The Writing on the Wall – 5:03
2. Come to Life – 3:40
3. Addicted to Pain – 4:23
4. Ghost of Days Gone By – 5:10
5. Cry of Achilles – 6:40
6. The Other Side – 5:29
7. Farther Than the Sun – 4:20
8. Ties That Bind – 3:41
9. Water Rising – 5:59
10. Crows on a Wire – 4:40
11. Watch Over You (Solo Acoustic) – 5:59

CD 2 – Live at the O2 Arena
1. Isolation – 4:53
2. Blackbird – 8:59
3. Metalingus – 5:18
4. Open Your Eyes – 6:46

- Encore

1. Show Me a Leader – 5:00
2. Rise Today – 6:42

- Bonus Tracks

1. Poison in Your Veins – 4:57
2. My Champion – 4:58

CD 3 – B-Sides and Rarities
1. Breathe – 4:17
2. Cruel Sun – 4:20
3. Solace – 4:42
4. New Way to Live – 5:41
5. The Damage Done – 3:46
6. We Don't Care at All – 3:47
7. Zero – 4:39
8. Home – 3:29
9. Never Born to Follow – 4:07
10. Never Say Die (Outright) – 3:44
11. Symphony of Agony (The Last of Our Kind) – 5:34

DVD bonus nell'edizione deluxe
1. Documentary – 33:05

## Formazione
Gruppo
- Myles Kennedy – voce, chitarra, chitarra acustica (CD 1: traccia 11)
- Mark Tremonti – chitarra, voce
- Brian Marshall – basso
- Scott Phillips – batteria

Produzione
- Brian Sperber – produzione, registrazione e missaggio (CD 1 e CD 2)
- Alter Bridge – produzione (CD 1 e CD 2)
- Joey Brueckmann – registrazione e missaggio (CD 1 e CD 2)
- Ted Jensen – mastering (CD 1 e CD 2)
- Ben Grosse – produzione, registrazione e missaggio (CD 3)
- Michael "Elvis" Baskette – produzione, registrazione e missaggio (CD 3)
- Jef Moll – ingegneria del suono e montaggio digitale (CD 3)

## Classifiche
| Classifica (2017)                | Posizione massima |
| -------------------------------- | ----------------- |
| Austria                          | 30                |
| Belgio (Fiandre)                 | 141               |
| Belgio (Vallonia)                | 89                |
| Germania                         | 26                |
| Paesi Bassi                      | 162               |
| Regno Unito                      | 36                |
| Regno Unito (rock & metal)       | 2                 |
| Stati Uniti                      | 162               |
| Stati Uniti (hard rock)          | 9                 |
| Stati Uniti (rock & alternative) | 35                |
| Svizzera                         | 48                |
| Ungheria                         | 35                |